# Horst Baron

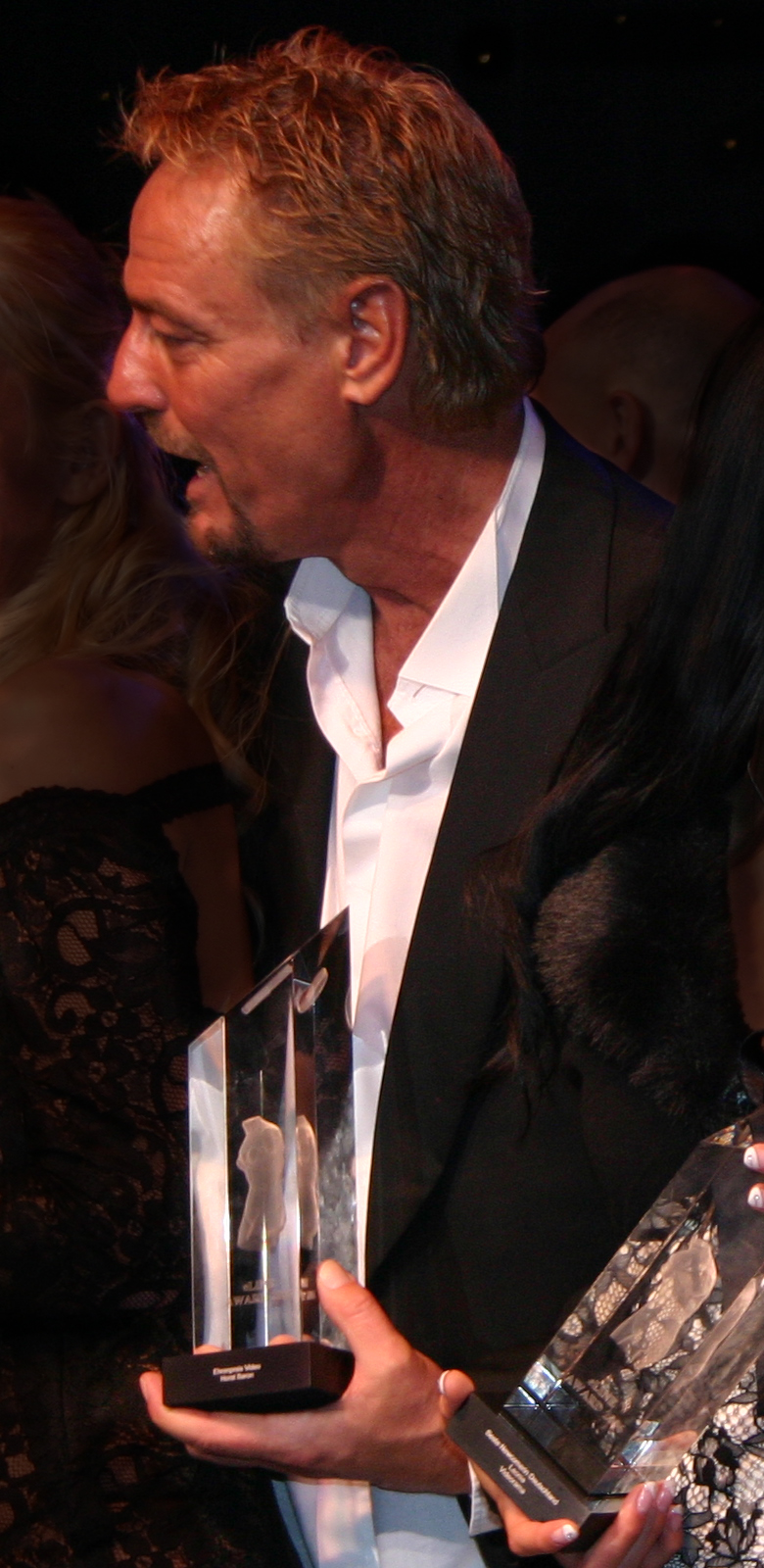
Horst Baron 2006 nach der Verleihung des Eroticline Award

Horst Baron (* 1962 in Deutschland) ist ein ehemaliger deutscher Pornodarsteller und aktiver Schauspieler.

## Person
Horst Baron arbeitete von 1994 bis 2013 als Pornodarsteller und hat sich in der Branche einen Ruf als Gentleman erworben. Laut IAFD hat er sich über 340 „Performer Credits“ erarbeitet. Er war sowohl in Deutschland (für Firmen wie Magmafilm, Erotic-Planet oder Videorama) als auch international tätig (u. a. für Wicked Pictures und Private Media Group). Während seiner aktiven Karriere war Baron einer der erfolgreichsten Darsteller deutscher Herkunft auf der internationalen Bühne.
Außerdem beteiligt er sich an der Podcast-Radioshow „Radio Brennt“ mit der Aktion „Popstars fragen Poppstars“. Horst Baron arbeitete in Filmen auch unter den Namen Horst Stramka, Horst Stramm, Horst S. und Horst.
Horst Baron wurde 2006 mit dem Ehrenpreis Darsteller des Eroticline Award ausgezeichnet.
Baron ist Mitglied beim Schweizerischen Bühnenkünstlerverband SBKV.

## Filmografie (Auswahl)
- Casino – No Limit (Herve Bodilis, 2008)
- X-Girls (Curtis Andrews, 2007)
- Depravity (Francesco Fanelli, 2006)
- Die 8. Sünde (Moli, Alain Payet, 2003)
- El Divino Dante (Italien, 2003)
- Euro Perversions (Andrea Di Angelo, 2004)
- Frau Doktor – Ärztin aus Leidenschaft (1998)
- German Beauty (2000)
- Junge Debütantinnen 19: Deutsche Debütantinnen – Hart & herzlich (Harry S. Morgan, 2001)
- L’affaire Katsumi (Alain Payet, 2003)
- Madame (Jörn Wolf, 2005)
- Millionaire (Alessandro Del Mar, 2004)
- Neon – A Private Club (Stuart Canterbury, 2001)
- No Limit (J. J. Mezori, 2004)
- Paris Pickups (Stuart Canterbury, 2002)
- Pornopoker (Marc Dorcel, 2004)
- Private Tropical 20: Caribbean Dream (Alessandro Del Mar, 2006)
- Robinson Crusoe on Sin Island (Alessandro Del Mar, 2005)
- Teeny Exzesse 68 – Kesse Bienen (Harry S. Morgan, 2002)
- 2003: Alarm für Cobra 11 – Die Autobahnpolizei: Falsche Signale (Fernsehserie)